# Баліцька Марія Йосипівна
Марі́я Йо́сипівна Балі́цька (Шаваровська; псевдоніми — Чайка, Ластівка; нар. 26 грудня 1963, с. Гнидава, нині Піщане Зборівського району Тернопільської області) — українська журналістка, редакторка, літераторка, художниця, громадська діячка. Член НСЖУ (1993), НСПУ (2011), член Ради Тернопільської обласної організації НСПУ (2013), майстер народних художніх промислів, заслужений журналіст України (2020).

## Життєпис
Закінчила Копичинецький технікум бухгалтерського обліку (1982), факультет журналістики Львівського державного університету імені Івана Франка (1994, нині Львівський національний університет імені Івана Франка).
Працювала у редакціях тернопільських районної газети «Шляхом Ілліча» (нині «Подільське слово»), обласних газет «Ровесник» та «Свобода». Від 1994 року — в ТАНГ (нині ЗУНУ): літературна працівниця, редакторка, від 1999 — провідна, головна редакторка газети «Академія» (нині «Університетська думка»), гуртує довкола себе творчу молодь — написане молодими поетами видруковує в альманасі «Серцеспів», авторка гімну ТНЕУ.
У листопаді-грудні 2004 — редакторка вісника Страйкового комітету ТНЕУ «Совість». Від лютого 2008 — редакторка газети літературного об'єднання ТОО НСПУ «Літературна криниця», яку видає власним коштом. Голова Тернопільського міського літературного об'єднання при ТОО НСПУ «Неопалима Купина».

## Творчість
Авторка численних збірок поезій і віршованої прози, книг для дітей, малої прози, п'єс, романів та інших, текстів пісень. Прозу і поезію опублікувала у періодиці України, збірниках «Музичне мистецтво» (2005), «Жінка крізь призму письма» (2013), «Різдво в українській поезії» (2010), «Покрова в українській поезії» (2013); в альманахах «Подільська толока», «Жайвір», «Ліра», «Серцеспів», у журналах «Жінка», «Дніпро», літературно-художньому Україно-Канадському альманасі «Крила», «Літературний Тернопіль», «Освітянин», «Малятко», в інтернет-виданнях.
Поезії Марії Баліцької та пісні на її слова звучать у вітчизняних та закордонних радіоефірах, по телебаченню, на концертах, конкурсах, фестивалях; чимало творів письменниці увійшли до шкільної програми.

## Відзнаки
- Заслужений журналіст України (2020);
- Золоте перо Тернопілля (2021);
- Почесний знак НСЖУ (2007);
- Почесна відзнака НСПУ (2013);
- Дипломантка 2-го Всеукраїнського конкурсу журналістів «Українська мадонна»;
- Дипломантка конкурсу духовних поезій «Ісусе, Ти потрібний мені»;
- Літературна премія імені Володимира Вихруща (2004);
- Літературна премія імені Іванни Блажкевич (2013);
- 2-га премія всеукраїнського конкурсу «Коронація слова» (2009) за п'єсу «Веселкове Диво»;
- Дипломантка Міжнародного конкурсу «Коронація слова» (2020) за роман «Часоплин життя»;
- Переможниця конкурсу «1540 знаків любові до Тернополя» (2010);
- Лауреатка XIV літературно-краєзнавчого конкурсу імені Мирона Утриска (м. Турка Львівської області, 2010);
- Лауреатка премії імені Петра Гнатенка у конкурсі НСЖУ (за висвітлення у газеті Західноукраїнського національного університету/ТНЕУ «Університетська думка» питань педагогіки 2011);
- Лауреатка обласного конкурсу аматорів образотворчого мистецтва імені Олени Кульчицької в номінації «Живопис» (2024)[1].

### Проза
- «Музика Землі» (роман, 2004);
- «Чарівниця» (роман, 2005);
- «Калинова Душа» (оповідання, новели, замальовки, 2008);
- «Їжак на долоні» (роман, 2009).

### П'єси
- «Веселкове диво» (2009);
- «Вишиванка для Ісуса» (2013) — інсценізував тернопільський молодіжний театр «Богослов» парафії святого Івана Богослова УГКЦ.

### Книги для дітей
книги-розмальовки
- «Сіренькі кролики» (1998);
- «Казка про податки» (2004, 2005, 2011);
- «Пелюстки Маминого Щастя» (2013).

казки
- «Парасолька для Сонечка» (2006);
- «Лісова скарбничка» (2007);
- «Андрійків світанок» (2007);
- «Марійчині колисанки» (2011).

### Збірки поезій
- «Жменька щастя» (1997);
- «Демон Кохання» (1997);
- «Сонце над Серетом» (1998);
- «Пісенне намисто» (співаник, 1999);
- «Загадкова Леді» (2001);
- «Жар-Птиця» (2007);
- «Хай святиться любов» (2008);
- «Осяйний Тернопіль» (2013);
- «Бабусина Радість» (2013);
- «Яблуневий розмай» (вибране читачами, 2013, 2014, 2015);
- "Калинова журба" (поезії. народжені російсько-українською війною, 2023).

### Духовні збірки
- «Неопалима Купина» (2003);
- «Містична Троянда» (2009);
- «Джерело Любові» (2005, 2006, кантичка).

### Віршована проза
- «Сонцесни» (2005);
- «Стрітення» (2005);
- «Поцілунок Дельфіна» (2005).

### Інші книги
- «Ріка життя Володимира Вихруща» (книга-пам'ять про Учителя, 2009);
- «Душа Бджоли» (філософські міркування, 2012, 2013);
- «Посивіле Серце» (філософські міркування, 2013);
- «Журавлина пісня» (2016, пам'яті брата — бійця АТО);
- «Мандрівка з Янголом» (2016, вибране).

упорядниця колективних збірок
- «Матері» (2011);
- «Татові» (2013);
- «Сонячна криниченька» (розмальовка, 2010).